# Klasyfikacja języków
Istnieją dwa podstawowe sposoby klasyfikacji języków – klasyfikacja genetyczna i klasyfikacja strukturalna. Rzadziej stosowane są też klasyfikacje funkcjonalne.

## Klasyfikacja genetyczna
Klasyfikacja genetyczna polega na ułożeniu języków wedle ich pokrewieństwa. Są one klasyfikowane w rodziny, podrodziny, grupy i podgrupy językowe, lub przedstawiane w postaci drzewa pokrewieństwa, podobnie jak się to robi w klasyfikacjach gatunków w biologii (zobacz: taksonomia, kladystyka, systematyka).
Klasyfikacja genetyczna w powyższym ujęciu dotyczy języków naturalnych, nie obejmuje natomiast języków sztucznych, jak np. esperanto czy język klingoński. Podział języków na naturalne i sztuczne jest zatem elementem nadrzędnym wobec klasyfikacji genetycznej.
Klasyfikacji tej umykają też liczne języki kreolskie, które ze swojej natury należą do więcej niż jednego kladu.
Jak dotąd udało się ustalić pokrewieństwo języków, które rozwinęły się ze wspólnego prajęzyka nie wcześniej niż ok. 9–10 tys. lat. Podejmowane są próby przekroczenia tej granicy, jednak jak dotąd przynoszą one wątpliwe rezultaty.
Dolną (współczesną) granicą klasyfikacji genetycznej języków jest próba jednoznacznego zdefiniowania różnicy pomiędzy językiem a dialektem. O uznaniu jakiejś mowy za język, raczej niż za dialekt innego (nadrzędnego) języka decydują w znacznie większym stopniu czynniki pozajęzykoznawcze niż ściśle językoznawcze. Przykładem mowy o nieustalonym statusie jest kaszubszczyzna, uznawana przez niektórych specjalistów za dialekt języka polskiego, a przez innych za odrębny język. Także wśród użytkowników mowy kaszubskiej nie ma jednomyślności na powyższy temat; Ministerstwo Edukacji RP uznało ostatecznie w 1996 r. kaszubszczyznę za odrębny język regionalny. Z drugiej strony język chiński oficjalnie (i przez większość użytkowników) uznawany jest za jeden język o dużej liczbie dialektów, pomimo że całkowicie wzajemnie niezrozumiałych, a specjaliści uznają go za raczej zespół języków.
Inne dolne jednostki klasyfikacji genetycznej to narzecze, L-complex, gwara, żargon, socjolekt, idiolekt, etnolekt.

### Jednostki klasyfikacyjne
Ułożone od najwyższej do najniższej:
- makrofyla językowa
- fyla językowa
- subfyla językowa
- makrogałąź językowa
- gałąź językowa
- podgałąź językowa
- makrorodzina językowa
- rodzina językowa
- podrodzina językowa
- makrogrupa językowa
- grupa językowa
- podgrupa językowa
- język
- zespół dialektów (klaster dialektalny)
- dialekt
- gwara (poddialekt, subdialekt)

Zobacz też: lista języków świata w klasyfikacji genetycznej.

## Klasyfikacja strukturalna (typologia języków)
Różne klasyfikacje strukturalne dzielą języki zależnie od pewnych cech struktury. Najczęściej stosowane kryteria to:

### Kryterium fonologiczno-fonetyczne
- ze względu na liczbę fonemów:
  - języki bogate w fonemy (>50) – np. języki kaukaskie
  - języki średnio bogate w fonemy – np. większość języków europejskich
  - języki ubogie w fonemy (<20) – np. j. hawajski
- ze względu na stosunek samogłosek i spółgłosek:
  - języki samogłoskowe (>30% samogłosek) – np. j. francuski, niektóre języki polinezyjskie
  - języki spółgłoskowe (>70% spółgłosek) – np. większość języków kaukaskich
- ze względu na prozodię
  - języki prozodyczne:
    - o niestałym akcencie – np. j. rosyjski, angielski
    - oparte na iloczasie – np. łacina
    - oparte na intonacji – np. j. chiński

  - języki nieprozodyczne:
    - o stałym akcencie inicjalnym – np. j. czeski, węgierski, chiński, mongolski
    - o stałym akcencie oksytonicznym – np. j. francuski, ormiański
    - o stałym akcencie paroksytonicznym – np. j. polski
    - o stałym akcencie proparoksytonicznym – np. j. macedoński

### Kryterium morfologiczne
- języki izolujące – większość pojedynczych morfemów może być samodzielnymi wyrazami. Najbardziej typowym przykładem jest język chiński. Mniej typowym jest język angielski.
- języki analityczne – stosunki gramatyczne wyrażają luźne morfemy w postaci form czasownika posiłkowego, przysłówków i przyimków. Przykładem może być język francuski.
- języki aglutynacyjne – typowy wyraz to jeden morfem znaczeniowy i jeden lub więcej morfemów gramatycznych, z których każdy ma określoną pojedynczą funkcję, a ich wybór w niewielkim stopniu zależy od morfemu bazowego. Przykładem mogą być język turecki, węgierski, fiński, estoński. Mniej typowe języki aglutynacyjne to język japoński i esperanto. Wymarły język etruski też był aglutynacyjny.
- języki fleksyjne – wyraz składa się zwykle z jednego morfemu znaczeniowego i jednego lub więcej morfemów gramatycznych, które bardzo często spełniają więcej niż jedną funkcję gramatyczną, i spełniają ją tylko przy pewnej grupie morfemów bazowych. Typowe przykłady to polski i łacina.
- języki alternacyjne – w których funkcję gramatyczną spełniają alternacje samogłosek, czyli wymiany samogłosek zachodzące wewnątrz morfemu. Rdzeń spółgłoskowy pozostaje bez zmian. Typowym przykładem są tu języki semickie.
- języki polisyntetyczne – w których elementy morfologiczne łączą w sobie liczne funkcje, a jednocześnie nie ma ściśle określonej kategorii części mowy. Rozmywa się różnica między wyrazem a zdaniem. Są do nich zaliczane np. języki eskimo-aleuckie.

### Kryterium syntaktyczne –wykładniki syntaktyczne
- języki pozycyjne – decyduje szyk wyrazów, np. język angielski: Mark killed a lion vs. a lion killed Mark. W pewnych sytuacjach szyk decyduje o znaczeniu również w języku polskim: psy gonią koty vs. koty gonią psy. Języki pozycyjne są zazwyczaj izolujące.
- języki przypadkowe – decyduje forma wyrazów określających, np. język polski: Marek zabił lwa lub lwa zabił Marek vs. lew zabił Marka. Języki przypadkowe są zazwyczaj fleksyjne bądź aglutynacyjne.
- języki koncentryczne (inkorporujące) – decyduje forma wyrazu określanego, np. język odżibwe māpa enima u-wītekēmākenan – 'ten człowiek jego-żona' ('żona tego człowieka'), nen-tawēmā u-kī-ness-ā-n wāwāškēššu-wan 'mój brat on-zabić-ją sarna'. Podobne konstrukcje spotyka się czasem w języku polskim: dom zasłania drzewa lub drzewa zasłania dom vs. drzewa zasłaniają dom itp. Języki inkorporujące są zazwyczaj polisyntetyczne.

### Kryterium syntaktyczne – szyk wyrazów w zdaniu
W większości języków istnieją zdania, które można podzielić na podmiot (S, od łac. subiectum, ang. Subject), orzeczenie (V, od łac. verbum, ang. Verb) i dopełnienie (O, od łac. obiectum, ang. Object), choć często typowe zdanie nie zawiera ich wszystkich, lub zawiera w formie złączonej, np. informacje o podmiocie mogą być zawarte w końcówce czasownika. Zwykle pewna kolejność tych 3 elementów w zdaniu jest dominująca. W językach pozycyjnych reguła ta jest przestrzegana bardzo ściśle, w językach fleksyjnych nie musi być tak rygorystyczna, ale i tak decyduje o budowie typowego zdania wypowiedzianego bez kładzenia nacisku na któryś z wyrazów. Np. w języku polskim naturalnym szykiem będzie Cezar zbudował most, podczas gdy w łacinie powiedziałoby się raczej Caesar pontem fecit, czyli Cezar most zbudował. Polski jest więc językiem typu SVO (podmiot – orzeczenie – dopełnienie), zaś łacina reprezentuje typ SOV (podmiot – dopełnienie – orzeczenie).
Okazuje się, że w językach świata spotyka się każdą z następujących 6 możliwych permutacji pozycji tych trzech istotnych elementów budowy zdania, przy czym w niewielu językach dopełnienie występuje przed podmiotem. Niezbyt często też orzeczenie występuje na początku zdania:
- Podmiot Orzeczenie Dopełnienie (SVO) – jeden z dwóch najpopularniejszych szyków; m.in. polski, angielski, chiński,
- Podmiot Dopełnienie Orzeczenie (SOV) – drugi pod względem popularności szyk; m.in. łacina, japoński, koreański,
- Orzeczenie Podmiot Dopełnienie (VSO) – m.in. walijski, arabski,
- Orzeczenie Dopełnienie Podmiot (VOS) – m.in. malgaski,
- Dopełnienie Orzeczenie Podmiot (OVS) – hixkaryana,
- Dopełnienie Podmiot Orzeczenie (OSV) – apurinatilde.

Istnieją języki, które przy analitycznych (wielowyrazowych) formach czasownika stosują inny szyk wyrazów niż przy formach syntetycznych (jednowyrazowych). Inny szyk może obowiązywać także w zdaniu głównym (nadrzędnym), inny w zdaniu podrzędnym. Tak zachowują się m.in. niemiecki („Ich habe einen Fuchs im Wald gesehen” – *„Ja widziałem w lesie lisa”, gdzie gesehen jest imiesłowem czasu przeszłego czasownika widzieć, a habe jest czasownikiem posiłkowym wskazującym że jest to czas przeszły), niderlandzki („Hans vermoedde dat Jan Piet Marie zag leren zwemmen” – *"Hans podejrzewał, że Jan Piet Marie widział uczyć pływać"), walijski („Mae'r gwirio sillafu wedi'i gwblhau” – *„Jest sprawdzanie pisowni po zakończyć”). W językach tego rodzaju typologia jest oparta na syntetycznych formach czasownika lub na pozycji słowa posiłkowego. Niemiecki jest zatem językiem typu SVO (podmiot znajduje zwykle się na pierwszym miejscu, a czasownik posiłkowy na drugim w typowym zdaniu głównym, np. Ich habe einen Fuchs im Wald gesehen), podobnie walijski jest językiem typu VSO, gdyż szyk orzeczenie – podmiot – dopełnienie obowiązuje w zdaniu głównym.
Niemiecki i niderlandzki są też zaliczane do specjalnego typu języków, dla których charakterystyczny jest szyk V2, to znaczy takich języków, w których odmienna forma czasownika pojawia się w zdaniu zawsze na drugim miejscu.
We wszystkich językach szyk morfemów ma znaczącą rolę. Nie zawsze jednak ma ją szyk wyrazów. Na przykład w języku polskim pary morfem tematu + morfem „końcówka rzeczownika” mogą poruszać się dość dowolnie w zdaniu, nie można tego jednak powiedzieć o którymś z tych morfemów z osobna.

### Strukturalne zróżnicowanie argumentów predykatów
Inną znaną klasyfikacją typologiczną jest podział języków według stosunków morfosyntaktycznych – w najbardziej uproszczonej wersji na akuzatywne (zob. biernik) i ergatywne (zob. ergativus). Jeżeli język posiada przypadki, podział ten oparty na tym, czy podmiot w zdaniu nieprzechodnim używa tego samego przypadka, co podmiot w zdaniu przechodnim, czy też może tego, co dopełnienie. Jeżeli dany język nie posiada przypadków, ale ma ustalony szyk SVO lub OVS, zaliczenie do typu akuzatywnego lub ergatywnego jest możliwe poprzez porównanie tego szyku z szykiem zdania nieprzechodniego.
Wiele języków wykazuje charakter mieszany, akuzatywno-ergatywny, np. ma ergatywną morfologię, ale akuzatywną składnię. Istnieją języki, zwane aktywnymi, w których niektóre czasowniki nieprzechodnie („aktywne”) wymagają podmiotu w takim przypadku, jak podmiot zdania przechodniego, a inne czasowniki nieprzechodnie („statyczne”) – w takim przypadku jak dopełnienie. Wreszcie są też języki, które ograniczają ergatywną składnię i morfologię do pewnych kontekstów (zjawisko to określa się terminem ergatywność rozszczepiona), zwykle do określonej osoby podmiotu lub dopełnienia, albo też do określonego czasu lub aspektu czasownika (np. język gruziński cechuje składnia ergatywna, jeżeli czasownik użyty jest w czasie przeszłym określanym jako aoryst, poza tym tylko niektóre czasowniki mają składnię ergatywną).
Według bardziej rozbudowanej wersji wyróżnia się:
- języki nominatywne – podmiot zdania z czasownikiem nieprzechodnim traktują tak samo jak podmiot zdania z czasownikiem przechodnim. Do tej grupy należą wszystkie języki indoeuropejskie, łącznie z językiem polskim.
- języki ergatywne – podmiot zdania z czasownikiem nieprzechodnim traktują tak samo jak dopełnienie zdania z czasownikiem przechodnim. Do tej grupy należą np. język baskijski, język czeczeński i język dyirbal.
- języki aktywne – mają dwie klasy rzeczowników: aktywne (najczęściej oznaczające obiekty ożywione) i nieaktywne. Podmiot zdania nieprzechodniego wyrażany jest jak podmiot w zdaniu przechodnim albo jak dopełnienie, w zależności od klasy do jakiej należy. Zalicza się tu język gruziński.
- języki trójdzielne – traktują podmiot zdania nieprzechodniego inaczej niż podmiot zdania przechodniego i inaczej niż dopełnienie zdania przechodniego (trzy oznaczenia). Należy tu australijski język kalaw lagaw ya
- pozostałe

### Ligi językowe
Języki, niekonieczne spokrewnione, które wskutek wielowiekowego obcowania ze sobą upodobniły się do siebie pod względem strukturalnym (a nie tylko w aspekcie licznych zapożyczeń słownictwa), łączy się w tzw. ligi językowe, np. liga bałkańska obejmująca m.in. bułgarski, rumuński, serbski, nowogrecki i albański

## Klasyfikacje funkcjonalne
Istnieją dwa typy klasyfikacji funkcjonalnej, ze względu na liczbę i rodzaj użytkowników danego języka. Pierwsza klasyfikacja funkcjonalna dzieli języki na:
- żywe (zdolne do zaspokajania bieżących potrzeb komunikacji określonej grupy ludności, która posługuje się nim od urodzenia, np. język polski),
- martwe (kiedyś żywe, ale obecnie nieposiadające już żadnych użytkowników „od urodzenia”, np. język sumeryjski),
- wegetujące (takie, które jeszcze używane są przez niewielkie grupy ludności, ale raczej się już nie rozwijają, nie dostosowują do bieżących potrzeb, np. używane przez wieki tylko przez elity, jak sanskryt, czy zagrożone wymarciem, jak język jukagirski, gdyż większość Jukagirów młodego pokolenia uległa rusyfikacji)
- odrodzone (języki pierwotnie martwe lub wegetujące, obecnie ponownie żywe wskutek decyzji politycznej zaakceptowanej przez ludność, np. język nowohebrajski; podejmowane próby odrodzenia innych martwych języków, np. języka kornijskiego, raczej nie odnoszą sukcesu z powodu braku użytkowników).

Druga klasyfikacja funkcjonalna dzieli języki na:
- narodowe lub etniczne (czyli używane przez określone grupy etniczne; tzw. etnolekty), które z kolei dzieli się na języki lokalne, regionalne, narodowe i ponadnarodowe,
- wehikularne, służące komunikacji pomiędzy różnymi grupami etnicznymi. Rolę tych języków mogą pełnić pidżyny i języki kreolskie, powstałe w wyniku zmieszania się różnych etnolektów.

## Inne klasyfikacje
Można dzielić jeszcze języki na piśmienne i niepiśmienne; na języki zwarte (posiadające określone terytorium) i rozproszone (diasporowe, ludów migrujących i koczowniczych); na języki nieoficjalne, oficjalne urzędowe i kongresowe itp.